# Pierre de Boissieu
Pierre de Boissieu (Parigi, 14 giugno 1945) è un diplomatico francese.
Dal 1º dicembre 2009 al 26 giugno 2011 è stato il segretario generale del Consiglio dell'Unione europea.
Formatosi all'École nationale d'administration, de Boissieu ha poi svolto vari incarichi all'interno delle istituzioni europee. Come membro del gabinetto di François-Xavier Ortoli quando costui era commissario europeo per gli Affari Economici e Monetari nella Commissione Jenkins e nella Commissione Thorn, de Boissieu si occupò della creazione del Sistema monetario europeo e dell'unità di conto europea, che costituirono delle tappe fondamentali verso la creazione dell'euro. Svolse un ruolo importante anche nella negoziazione e nella redazione del Trattato di Maastricht che istituì l'Unione europea.
Dopo essere stato direttore degli affari economici al ministero degli esteri della Francia, de Boissieu è stato rappresentante permanente del suo Paese presso l'Unione europea dal 1993 al 1999.
Nel 1999 venne nominato vice segretario generale del Consiglio dell'Unione europea, acquisendo ampia influenza all'interno del Consiglio. Il 19 novembre 2009 de Boissieu è stato designato segretario generale del Consiglio dell'Unione europea ed è entrato in carica il 1º dicembre 2009. Si è dimesso il 26 giugno 2011.
Per quanto riguarda la sua concezione dell'Unione europea, nel 2001 il quotidiano francese Le Figaro sosteneva che de Boissieu «credesse di più alla volontà comune di stati sovrani che alla formazione di una vera entità sovranazionale».